# Municipio 7 Gold Hill
El municipio 7 Gold Hill (en inglés: Township 7, Gold Hill) es un municipio ubicado en el  condado de Cabarrus en el estado estadounidense de Carolina del Norte. En el año 2010 tenía una población de 1.431 habitantes.

## Geografía
El municipio 7 Gold Hill se encuentra ubicado en las coordenadas 35°27′34.1″N 80°21′34.8″O / 35.459472, -80.359667.